# Chiffrierstelle der Luftwaffe
Die Chiffrierstelle der Luftwaffe (eigentlich: Chiffrierstelle des Oberbefehlshabers der Luftwaffe, kurz: Chi/ObdL oder: OKL/Chi) war vor und während des Zweiten Weltkriegs eine Abteilung der deutschen Luftnachrichtentruppe, die sich mit der Erfassung und Entzifferung des gegnerischen Nachrichtenverkehrs befasste. Sie unterstand dem Oberkommando der Luftwaffe (OKL) beziehungsweise dessen Oberbefehlshaber (ObdL).

## Geschichte
Gegründet zum 1. Januar 1937 in Berlin unter der militärischen Bezeichnung „Chiffrierstelle, Oberbefehlshaber der Luftwaffe (Chi‑Stelle, OBdL)“ war ihre Hauptaufgabe die Fernmeldeaufklärung. Dazu standen zunächst lediglich ein Offizier und zwanzig zivile Mitarbeiter zur Verfügung. Während des Krieges wuchs die Belegschaft im Laufe der Zeit auf nahezu 13.000 Mitarbeiter an.

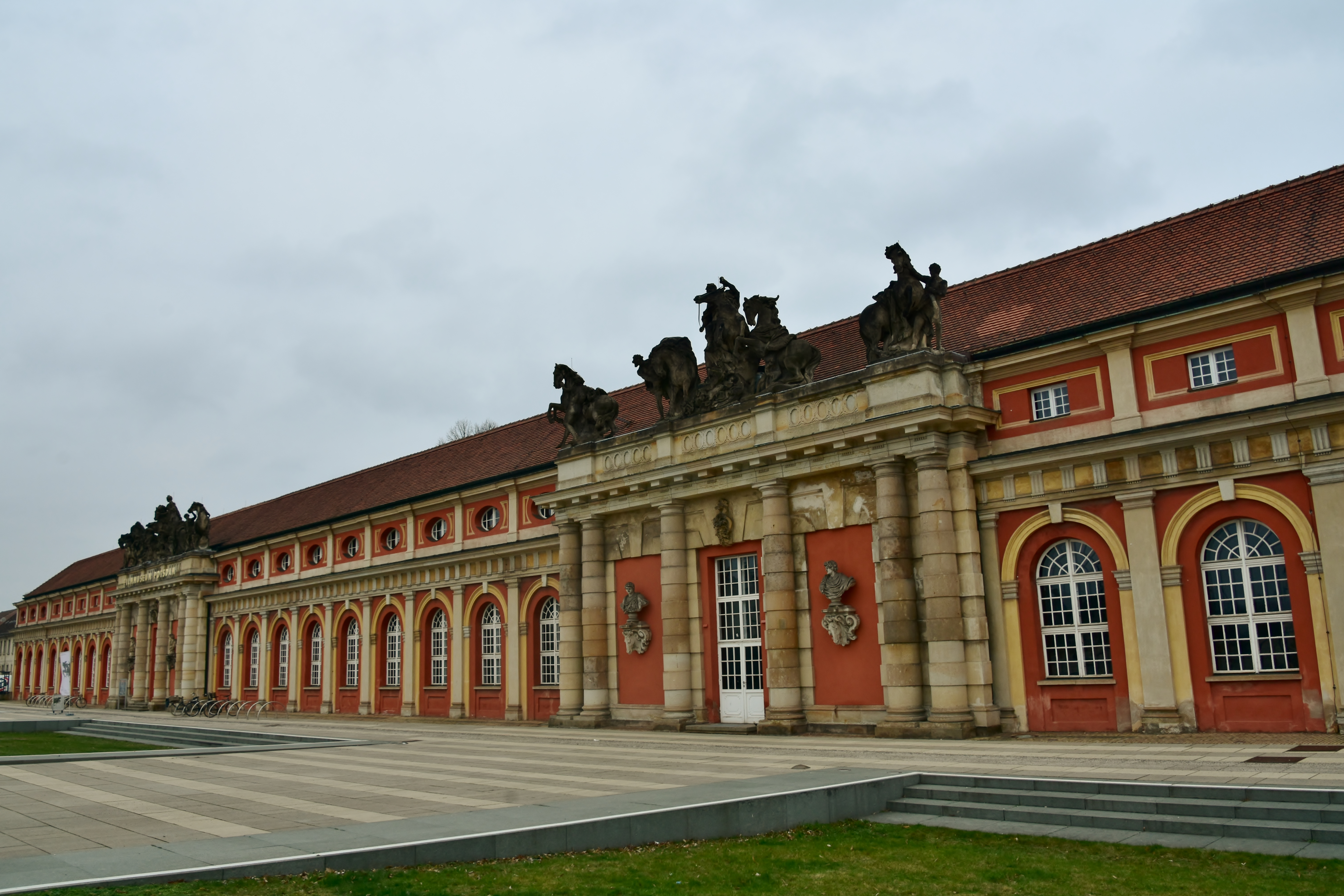
Der frühere Marstall König Friedrichs des Großen in Potsdam war ab 1939 Dienstsitz von OKL/Chi.

Zu den Aufgaben gehörte insbesondere die Dechiffrierung, also die Kryptanalyse des mithilfe von Funkabhörstationen („Meldköpfe“) erfassten, zumeist verschlüsselten, feindlichen Funkverkehrs und nach Möglichkeit das Brechen (Entziffern) der gegnerischen Funksprüche, sowie anschließend deren Auswertung, Einordnung, Bewertung und Weitergabe der Ergebnisse.
Unmittelbar nach dem Überfall auf Polen (1939) zog die Chi‑Stelle von Berlin nach Potsdam in den Marstall (Bild) um und blieb dort bis kurz vor der bedingungslosen Kapitulation der Wehrmacht (1945). Während dieses Zeitraums wurde „Der Marstall“ faktisch zu einem Synonym für die Chiffrierstelle der Luftwaffe.
Im Zuge einer im November 1944 durchgeführten Umorganisation wurde sie in Luftnachrichtenabteilung 350 (OKL/Ln Abt 350) umbenannt. Während die meisten der etwa hundert übrigen Luftnachrichtenabteilungen für die Erstellung und den Betrieb von Fernmeldeverbindungen oder die Luftraumüberwachung zuständig waren, blieb Hauptaufgabe von Ln/350 die Fernmeldeaufklärung inklusive der dazugehörigen Kryptanalyse.